# Chiesa della Santissima Annunziata (Altare)
La chiesa della Santissima Annunziata è un luogo di culto cattolico situato nel comune di Altare, in via XXV Aprile, in provincia di Savona.

## Storia e descrizione
L'ex parrocchiale, la prima del paese, fu eretta attorno alla metà del XII secolo, assieme al borgo, dai monaci benedettini del monastero di sant'Eugenio dell'isola di Bergeggi, cui dipendeva il feudo di Altare dal X secolo, inserito nei vasti possedimenti dell'Abbazia di Lerino da cui dipese Bergeggi.
La chiesa venne intitolata quindi a sant'Eugenio, allora patrono di Altare, rimanendo agibile fino al 1600. Fu nel 1650 che il vetraio altarese Matteo Buzzone fece erigere e dedicare alla Santissima Annunziata l'attuale chiesa, sorta sulle fondamenta dell'antica costruzione, essendovi già edificata dal 1620 la nuova parrocchiale di Sant'Eugenio.